# Жерар (кардинал)
Жерар (Gérard, O.Cist.) — католический церковный деятель XIII века. На консистории 1198 года был провозглашен кардиналом-дьяконом с титулом церкви Сан-Никола-ин-Карчере. В 1199 году стал кардиналом-священником с титулом церкви Сан-Марчелло.